# L'Homme qu'il vous faut
L'Homme qu'il vous faut (titre original : I Know What You Need) est une nouvelle de Stephen King qui fait partie du recueil Danse macabre publié en 1978. Elle est parue initialement en 1976 dans le mensuel américain Cosmopolitan.

## Résumé
Elizabeth Rogan, une étudiante, fait la connaissance d'Ed Hamner Jr., étudiant plus âgé et peu sociable avec qui elle se lie d'amitié car il semble deviner ses moindres désirs. Elle réussit également ses examens grâce à ses conseils. Pendant l'été, Tony, le petit ami d'Elizabeth, est victime d'un accident de la route et Ed survient à point nommé pour la réconforter. À la rentrée universitaire, Ed lui avoue qu'il l'aime et Elizabeth se laisse séduire par ce jeune homme qui semble la comprendre mieux que personne.
Alice, la camarade de chambre d'Elizabeth, conçoit des soupçons au sujet d'Ed et engage un détective privé pour le surveiller. Elle révèle alors à son amie qu'Ed était dans la même classe qu'elle à l'école primaire, qu'il a fait gagner son père au casino et en bourse alors qu'il était enfant, puis que ses parents sont morts dans un accident alors qu'il avait 17 ans. Alice affirme à Elizabeth qu'Ed a des facultés parapsychiques et qu'il l'a manipulée pour qu'elle tombe amoureuse de lui. Elizabeth refuse de la croire mais est saisie par le doute. Elle entre chez Ed alors qu'il est absent et découvre des livres de magie noire, une poupée vaudou qui la représente et des preuves qu'Ed est responsable de la mort de ses parents et de celle de Tony. Ed la surprend en train de fouiller mais Elizabeth se rend compte à quel point il est pitoyable et détruit la poupée. Bien que ses preuves ne puissent tenir devant un tribunal, elle est libérée de son influence et le quitte après l'avoir menacé.

## Genèse
La nouvelle a été publiée initialement dans le numéro de septembre 1976 du magazine Cosmopolitan. Elle est ensuite parue dans le recueil Danse macabre.

## Intertextualité
Comme Celui qui garde le ver, nouvelle du même recueil, elle fait référence au mythe de Cthulhu en mentionnant le Necronomicon.

## Thèmes
Pour Michael R. Collings, cette nouvelle fait partie d'une série de quatre histoires du recueil Danse macabre qui jouent chacune avec « un élément fondamental de la vie contemporaine », l'obsession dans ce cas particulier.

## Adaptation
- I Know What You Need, court métrage réalisé par Shawn S. Lealos en 2005[4].